# 西光寺山
西光寺山（さいこうじやま）は、兵庫県西脇市と丹波篠山市にまたがる標高712.9mの山である。山頂の三角点は西脇市に置かれる。

## 概要

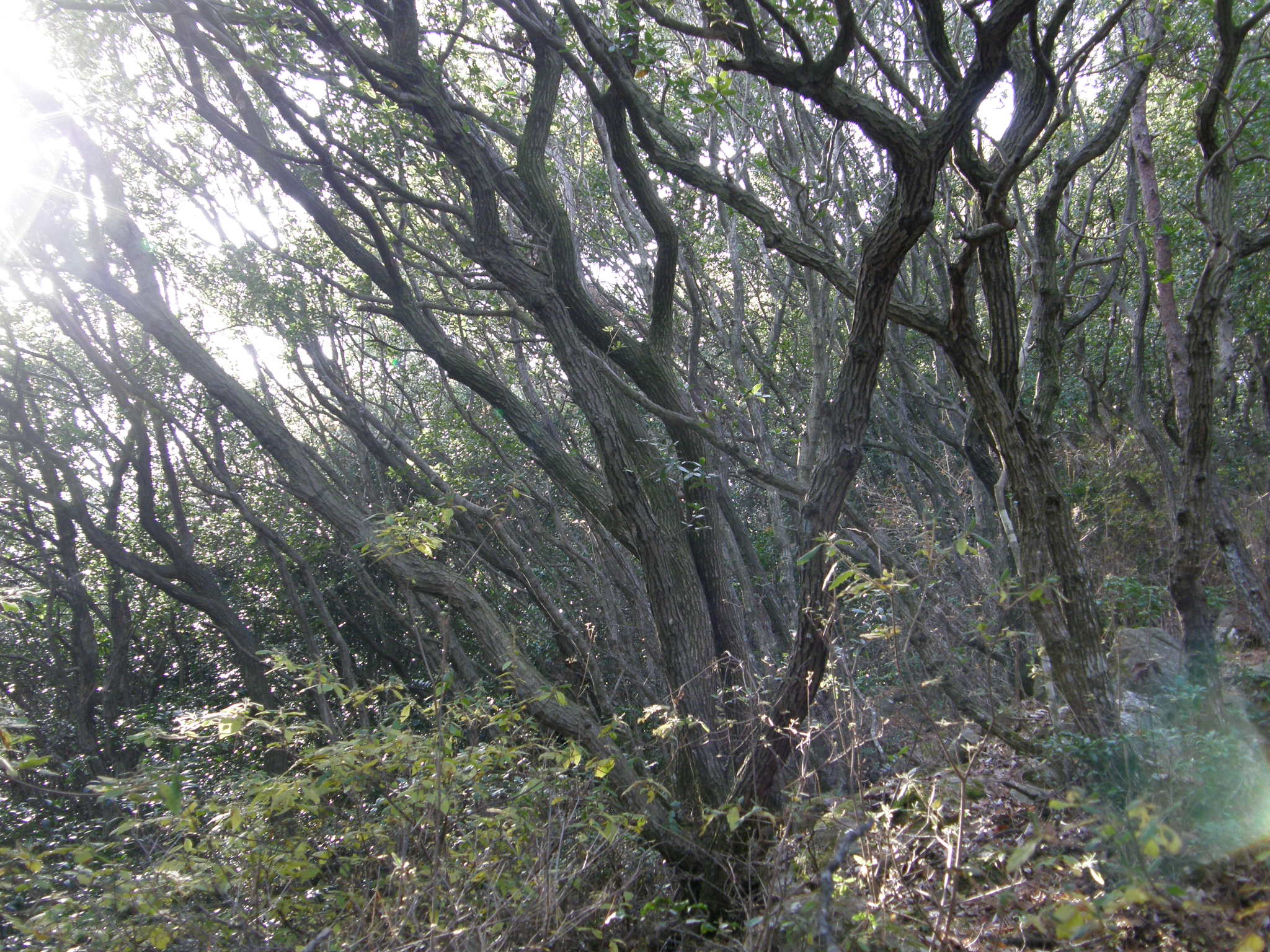
ウバメガシの群落が多く炭焼き窯が残される

丹波、播州地域では、標高700mを越える数少ない山であり、西脇市と丹波篠山市今田町との播丹界に優美な稜線を描き気品のある山容を持つ。修験道の山として修験者が往来するところであったという。上人と金の鶏の伝説を秘めた山頂には三宝荒神が祀られ､360度の展望が開け、丹波・北摂・六甲方面などの眺望が素晴らしい。ふるさと兵庫50山のひとつ。
今田町側の登山道入り口付近には珍しいサギソウが8月中旬の時期には咲き乱れる。また、豊かな雑木林が広がり、ウバメガシの群落が見られ、ふもとの登山道には炭焼き窯が残される。

## 歴史
平安時代には多紀郡一帯は天台宗に強く教化されており、ここ西光寺は天台密教の信仰を集める聖地であった。寺勢は盛んであり12世紀初頭には京都の貴族らにより大般若経写経600巻が奉納されている。源平時代の1184年（寿永3年）に三草山の戦いで敗れた平家の一軍が西光寺に逃げ込み、源義経軍と戦火を交えた。ここでも敗れた平家は、西光寺に火を放ち討死した。その後、西光寺は復興されるも、再び応仁の乱の戦火で焼失、再度復興されるも戦国時代には松永久秀の攻撃で焼失、ついに寺勢は衰えた。数度の戦火を潜り抜けた大般若経600巻は、内200巻が本荘住吉神社に配分された現存する。 

## 金の鶏伝説

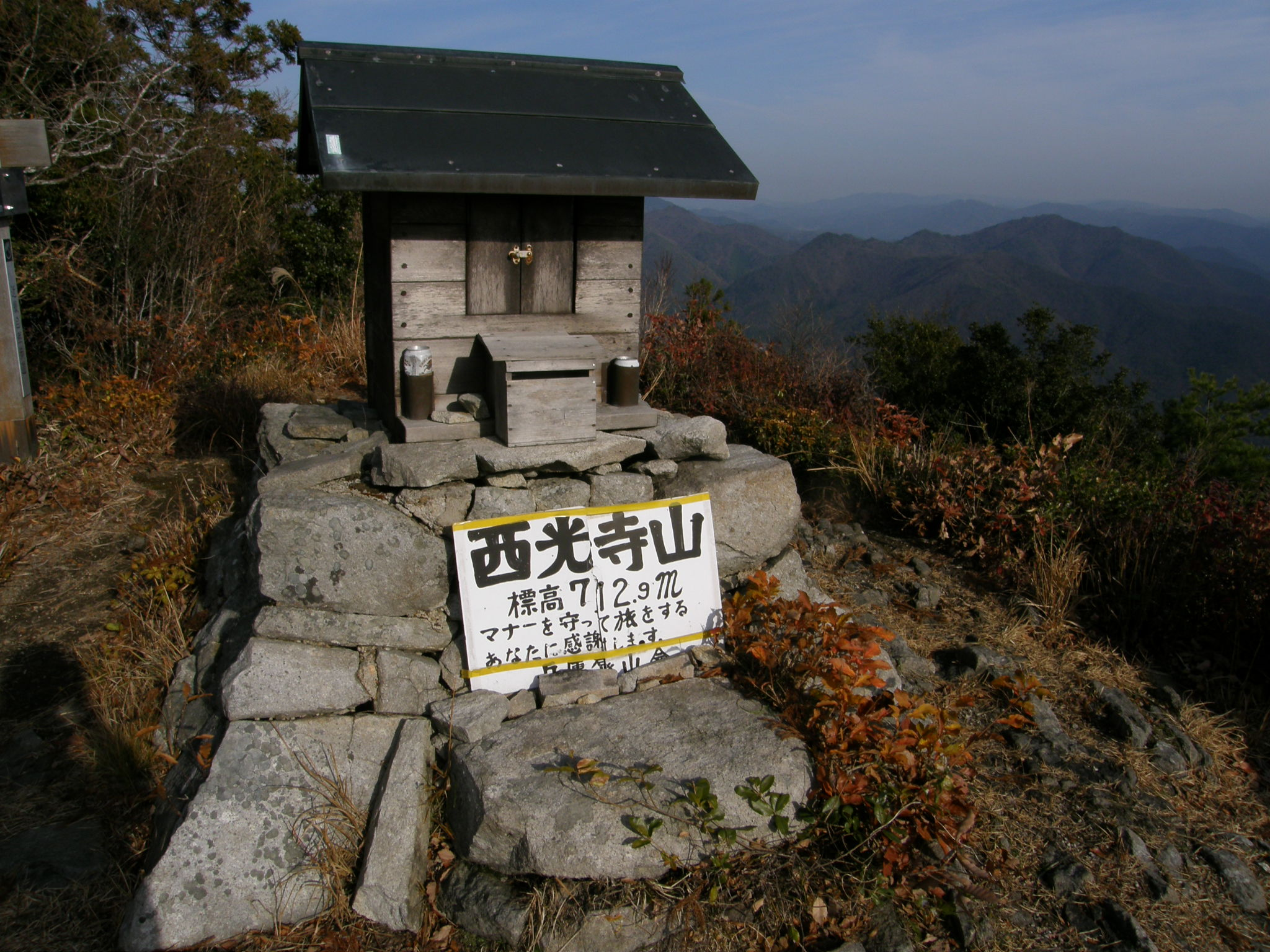
西光寺山山頂に祀られる祠

昔、西光寺山山頂に諸国を漫遊し修行を積んだ高僧が庵を結び住んでいた。僧は百姓の病気を治療したり、講話をしたり、農作物の作り方などを指導し、村人に大変慕われていた。僧の住む粗末な庵には、ひときわ立派な木箱が置かれていたため、村人は何が入っているのか興味しんしんに僧に尋ねたところ村が飢餓や疫病に襲われた際に救ってくれるものが入っている、しかし中を見ると悪い心を起こすものが出るので決してあけてはならない、と言った。見るなと言われると見たくなるのが人情で、ある日、僧がいない隙を見て若者の一人が木箱の蓋を開けてみた。すると中には金無垢の鶏がまばゆい光を放っていた。この事実は村人へ口伝され評判となった。村を通りかかった旅人がこの話を耳にし真夜中に僧の庵に忍び込み木箱へ手をかけた。途端に、稲光と雷鳴がとどろき旅人は谷底へ転げ落ちてしまった。僧は何事もなかったかのように寝入っていた。
2、3日後、僧は下山し村人を集めると、

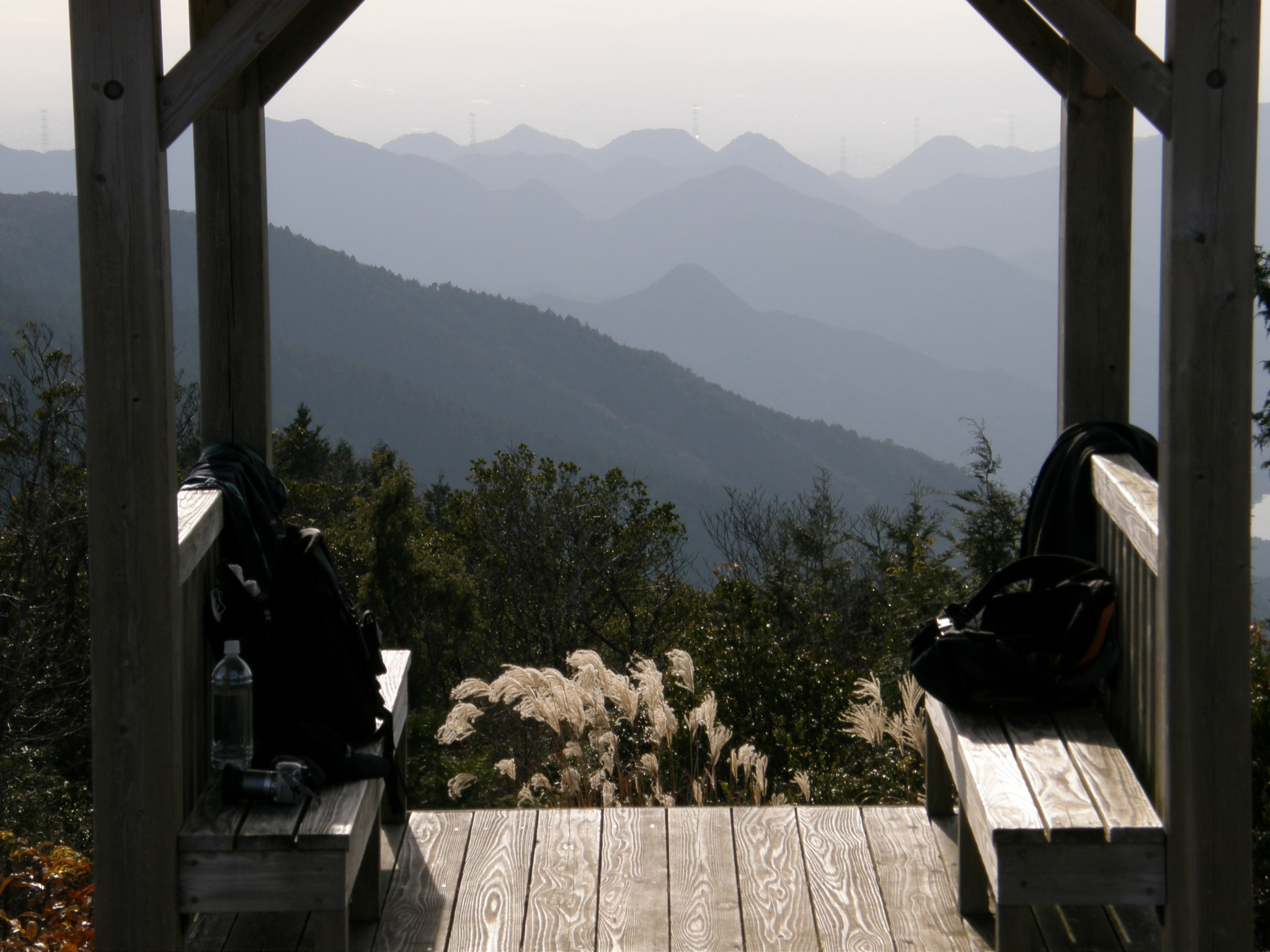
高僧が庵を結び住んでいたという伝説が残る西光寺山山頂からの眺望（西方の西脇の山々を望む）

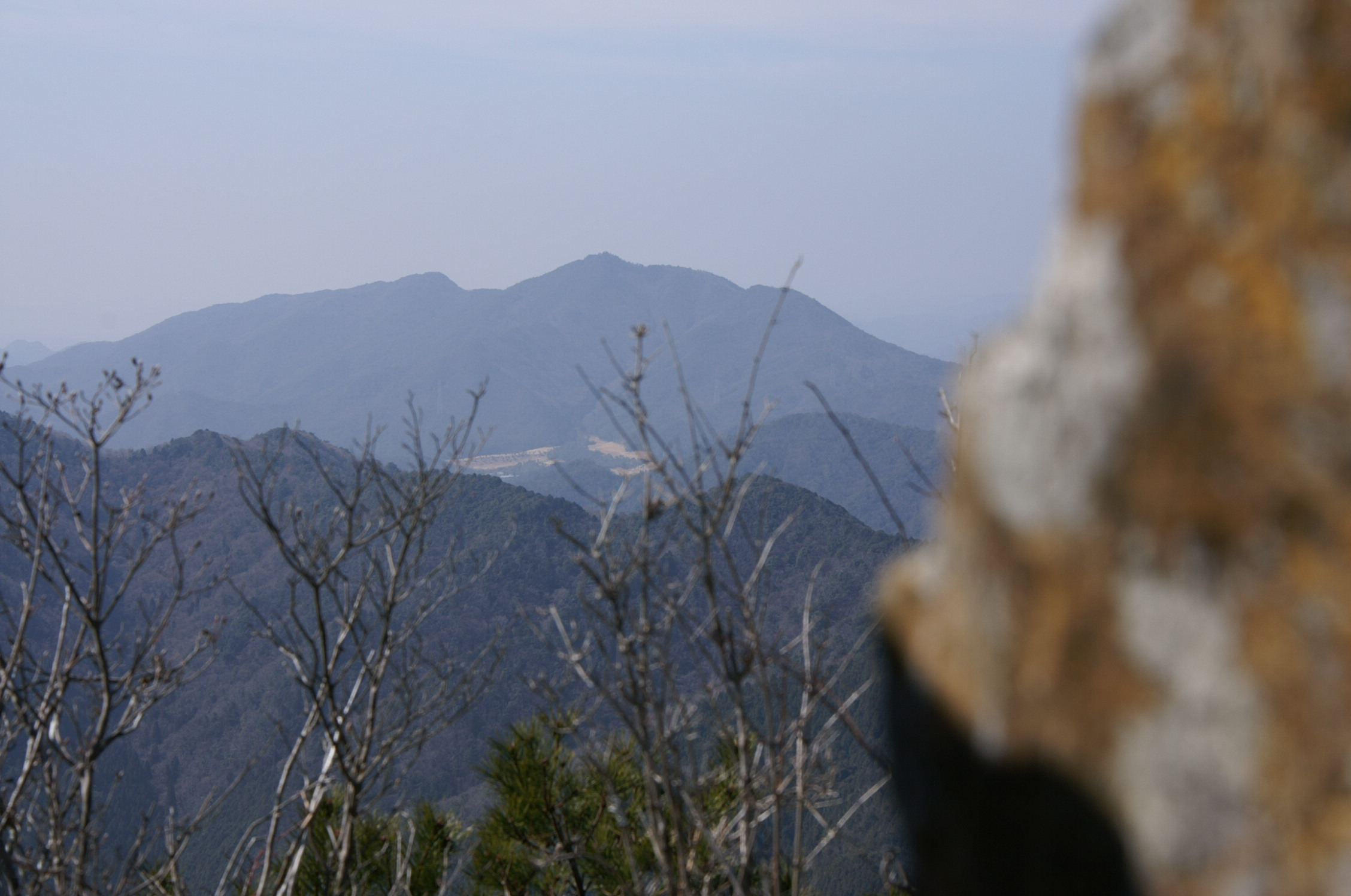
白髪岳から見た西光寺山

「わたしがしてはならぬと申したのにそむいた者がある。わたしはここを去ってまた修行の旅に出るが、宝物はこの山に残しておく。皆が力を合わせて一生懸命働けば、きっと宝物が役立つときが来よう」
こういい残すと僧はどこへか旅立っていった。その後に山頂には立派な寺が建立され、金の鶏の話が伝えられ「金鶏山西方寺」と名付けられた。現在でも別名を金鶏山と呼ばれお寺の跡も残されている。以来、地元では正月が明けると暗闇の西光寺山のどこかで金の鶏が四方に金色の光を放つと言い伝えられているが、いまだに見た者はいない。

## 交通アクセス
- 自動車：中国自動車道滝野社インターチェンジから約30分[2]
- 鉄道：JR加古川線西脇市駅より西脇市コミュニティバス約40分「双葉小学校前」下車[2]